# كوشك (كوشك)
كوشك (بالفارسية: کوشک) هي منطقة سكنية تقع في إيران في قسم كوشك الريفي. يقدر عدد سكانها بـ 158 نسمة بحسب إحصاء 2016.